# Roberto Bellarmino

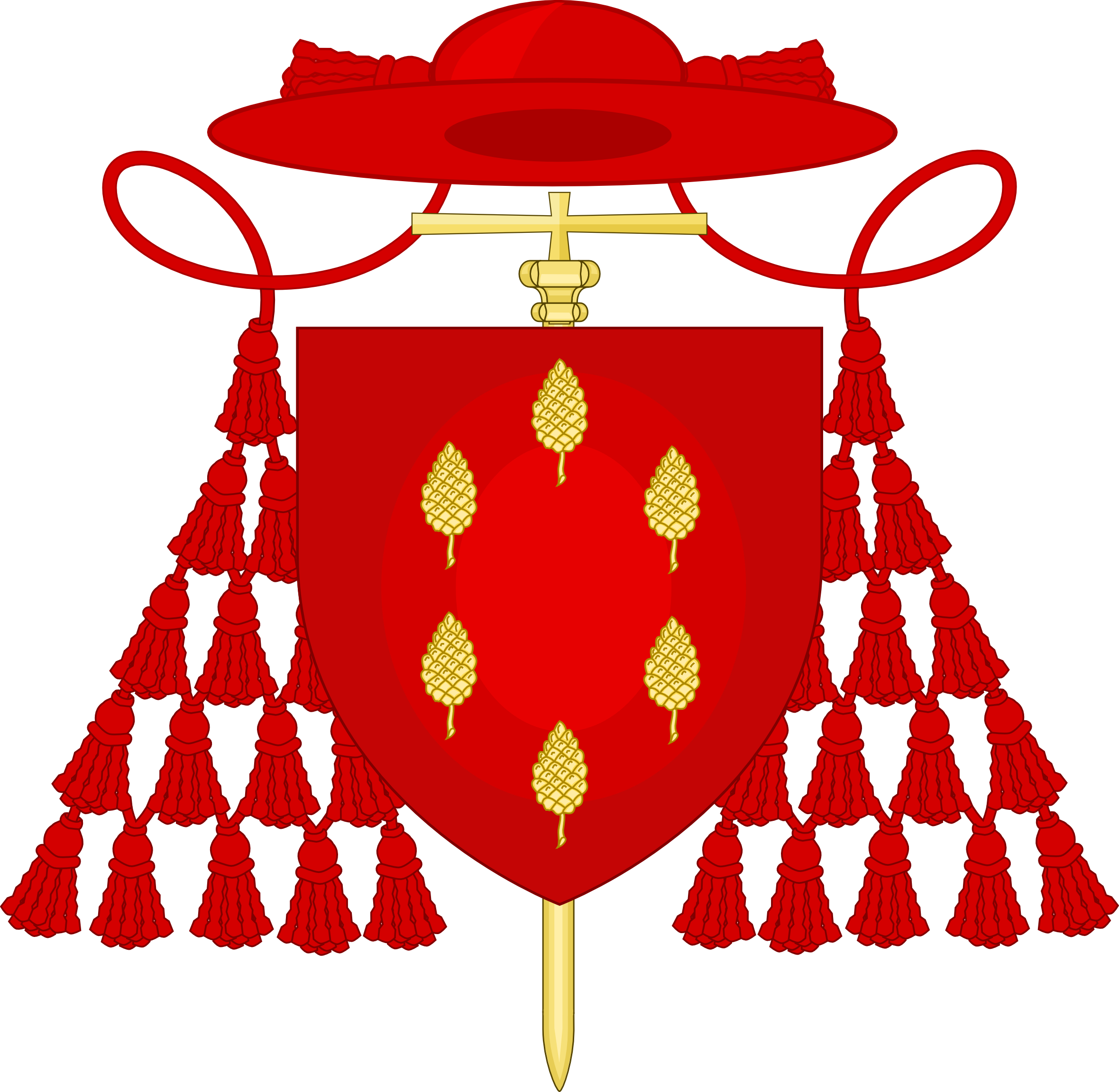

|  | Per a altres significats, vegeu «Sant Robert». |

Roberto Bellarmino   (Montepulciano, 4 d'octubre de 1542 - Roma, 17 de setembre de 1621) va ser un arquebisbe i cardenal de la Companyia de Jesús, que va defensar la fe i la doctrina catòliques durant la Reforma protestant. Va ser canonitzat i proclamat Doctor de l'Església.

## Vida
Va néixer el 4 d'octubre de 1542 a Montepulciano (Toscana). Era nebot del papa Marcel II per part de mare. Des de nen, va destacar per la seva intel·ligència.
Volia seguir la vida religiosa, però volia evitar els honors del món: va optar, malgrat l'oposició del seu pare, per la Companyia de Jesús, ja que els seus membres, en principi, no podien ser anomenats bisbe ni cardenal. Va ingressar-hi el 1560, a Roma, i el 1570 fou ordenat sacerdot a Gant (Bèlgica).
Va estudiar a la universitat de Lovaina. Hi va aprendre hebreu i estudià a fons les Sagrades Escriptures i els escrits patrístics.
Va escriure moltes obres, entre elles dos catecismes (un de resumit i un detallat i explicat) i obres apologètiques. Alguns van tenir molt d'èxit entre sacerdots i catequistes: entre aquests va tenir com alumne a Giovanni Juvenal Ancina. Per la seva defensa de l'ortodòxia catòlica va ser anomenat Martell d'heretges.
Va ser nomenat arquebisbe de Càpua (1602) i, després, bisbe de Montepulciano i cardenal; va dedicar-se a l'evangelització de la seva diòcesi.
En 1599, va dirigir el procés de la Inquisició contra Giordano Bruno (que seria empresonat i mort a la foguera). El 1616 va dirigir el primer procés contra Galileo Galilei, on s'exigeix que presenti la teoria heliocèntrica com una mera hipòtesi.
Pau V li demanà que tornés a Roma, on es va fer càrrec de la Biblioteca Vaticana. Va morir a Roma el 17 de setembre del 1621.
Va ser beatificat i canonitzat per Pius XI el 1930. Fou declarat doctor de l'Església el 1931.

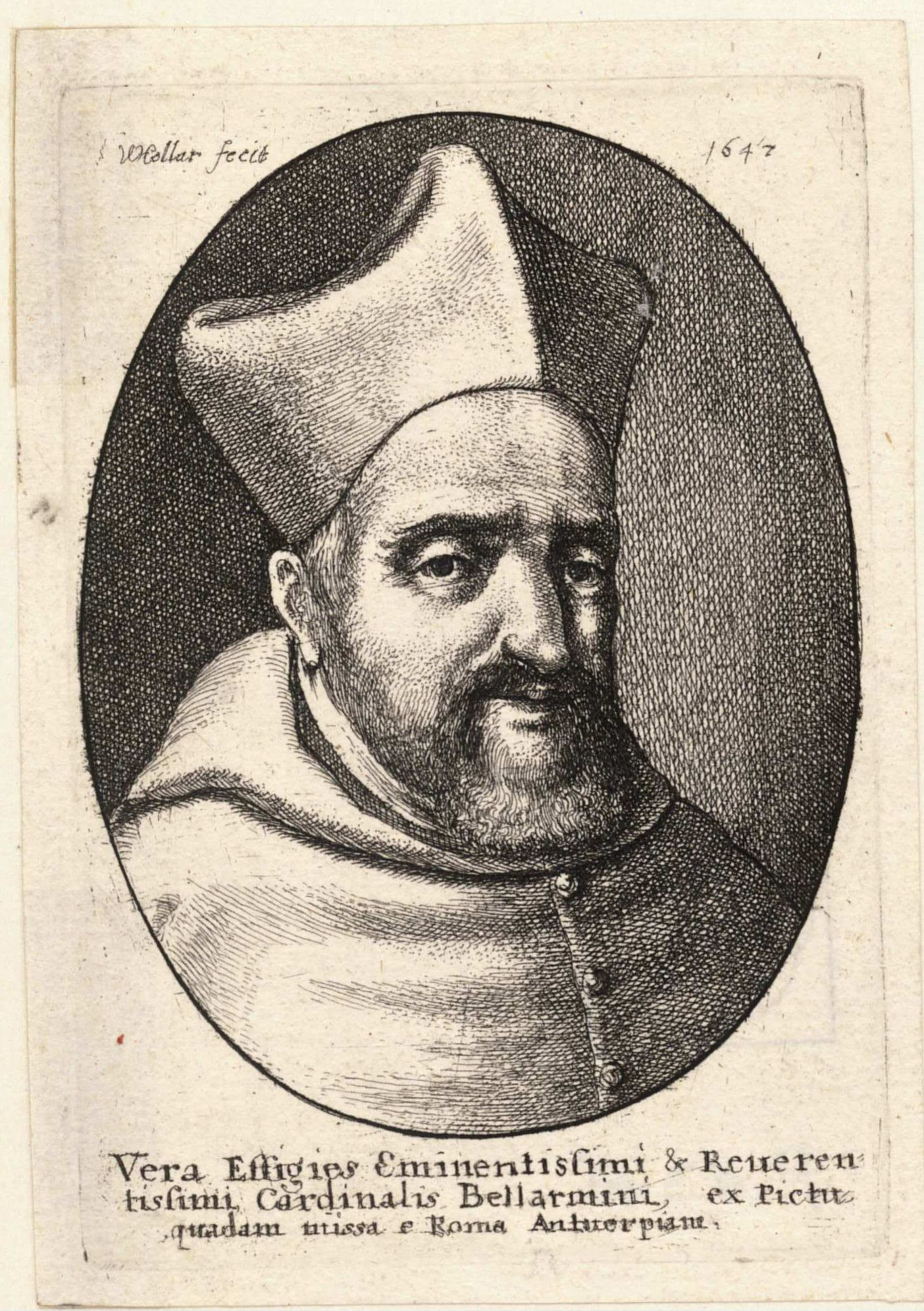
Gravat, ca. 1650
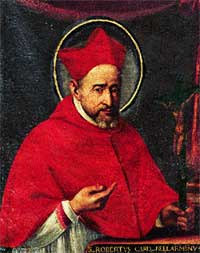
Pintura del s. XVIII
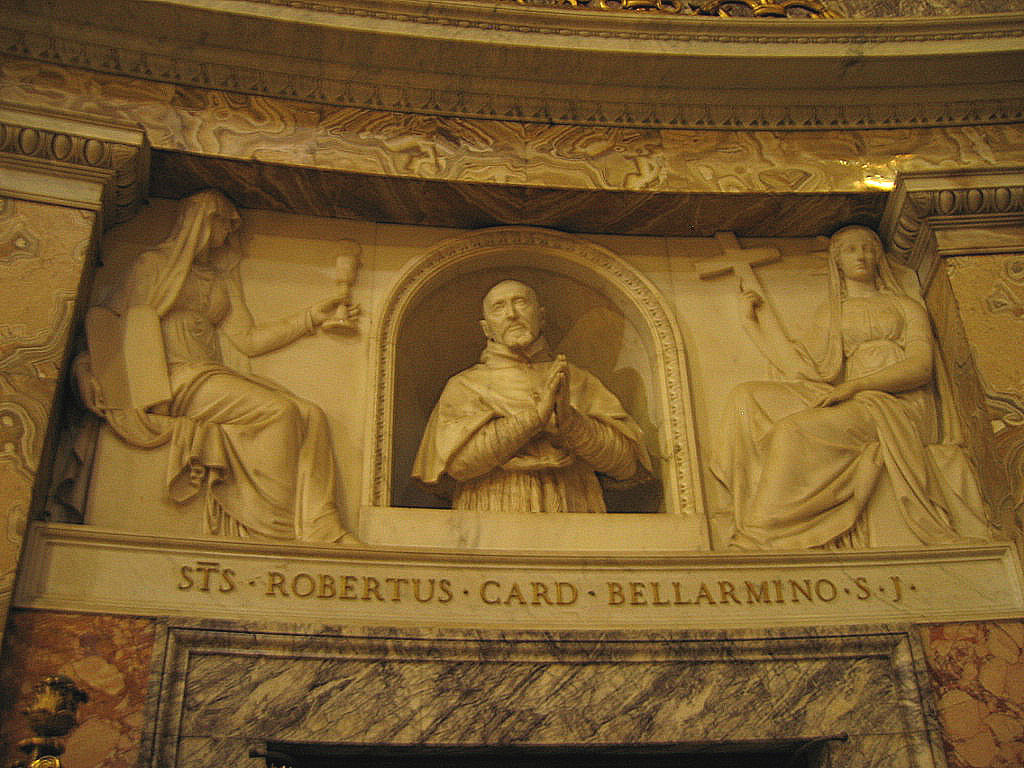
Monument de Gian Lorenzo Bernini (Roma, Il Gesù)
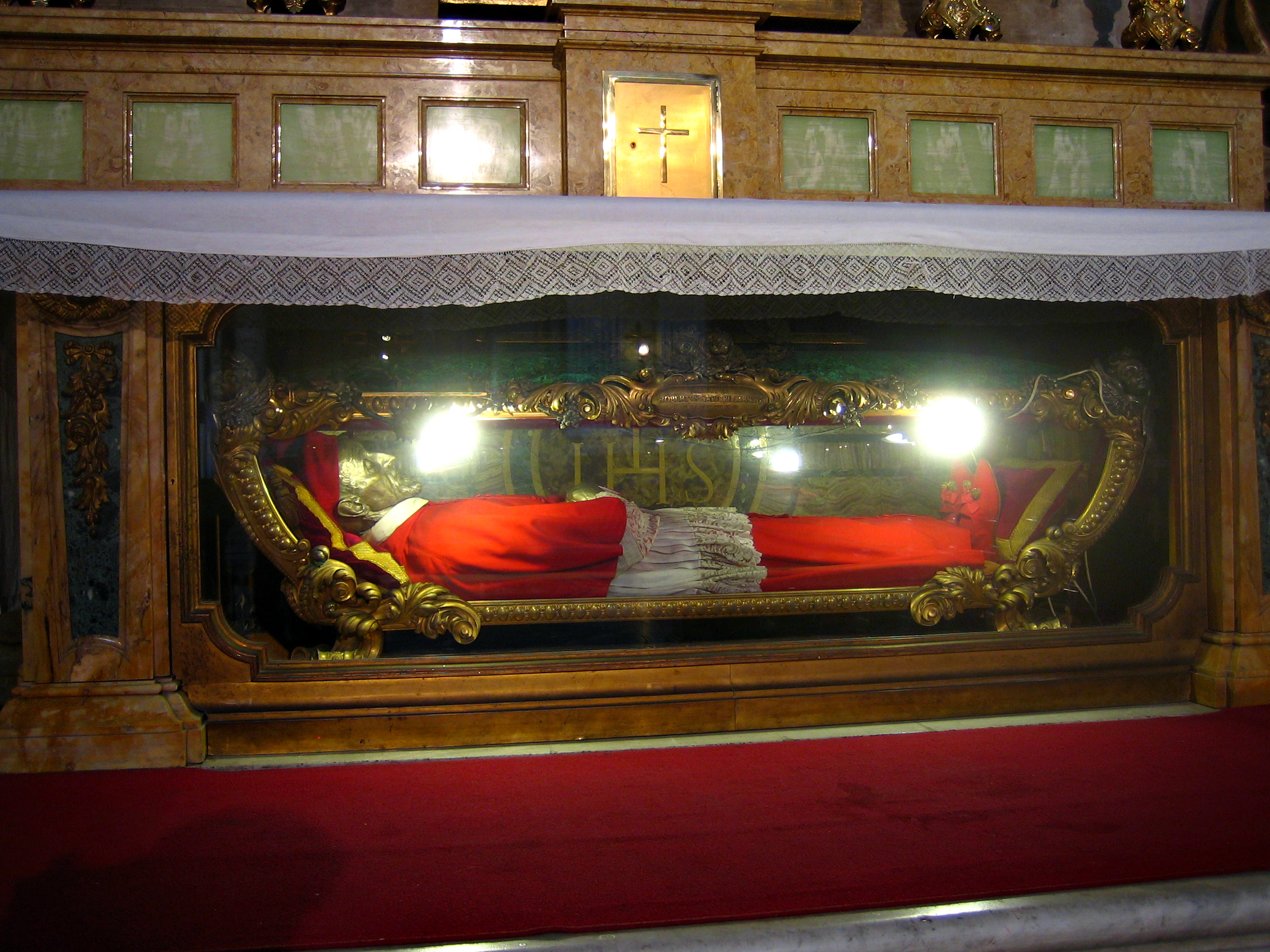
Cos del sant a Sant'Ignazio (Roma)

## Obres
Les més important són:
Escrits polèmics:
- Disputationes de Controversiis Christianae Fidei adversus hujus temporis hereticos, amb moltes edicions, entre les quals: Ingolstadt (1586-89), Venècia (1596), revisades per l'autor; París, o "Triadelphi" (1608), Praga (1721), Roma (1832)
- De Exemptione clericorum, i De Indulgentiis et Jubilaeo, publicades conjuntament el 1599, incorporades després a De Controversiis
- De Transitu Romani Imperii a Graecis ad Francos (1584)
- Responsio ad praecipua capita Apologiae […] pro successione Henrici Navarreni (1586)
- Judicium de Libro quem Lutherani vocant Concordiae (1585)
- quattro Risposte agli scritti a nome della Repubblica Veneziana di Giovanni Marsiglio e Paolo Sarpi (1606)
- Responsio Matthaei Torti ad librum inscriptum Triplici nodo triplex cuneus 1608
- Apologia Bellarmini pro responsi one sub ad librum Jacobi Magnae Britanniae Regis (1609)
- Tractatus de potestate Summi Pontificis in rebus temporalibus, adversus Gulielmum Barclay (1610).

Obres catequètiques i espirituals:
- Dottrina Cristiana Breve i Dichiarazione Più Copiosa Della Dottrina Cristiana (1598), traduïdes a moltes llengües i en ús continuat fins al segle xix.
- Dichiarazione del simbolo (1604), per als preveres.
- Admonitio ad Episcopum Theanensem nepotem suum quae sint necessaria episcopo (1612)
- Exhortationes Domesticae;
- Conciones habitae Lovanii (1615).

Obres espirituals escrites durant els retirs anuals:
- De Ascensione mentis in Deum (1615)
- De Aeterna felicitate sanctorum (1616);
- De gemitu columbae (1617)
- De septem verbis Christi (1618);
- De arte bene moriendi (1620).

Obres exegètiques i d'altres gèneres:
- De Scriptoribus ecclesiasticis (1615)
- De Editione Latinae Vulgatae, quo sensu a Concilio Tridentino definitum sit ut ea pro authenticae habeatur (1749)
- In omnes Psalmos dilucida expositio (1611).

1. ↑  es.catholic.net/op/articulos/37362/juan-juvenal-ancina-beato.html